# Мимозовые
Мимо́зовые  (лат. Mimosoídeae) — обширное подсемейство семейства Бобовые (Fabaceae).

## Ботаническая характеристика
Деревья и кустарники, редко травы.
Листья у большинства двоякоперистые, редко просто перистые, иногда вследствие недоразвития отгиба простые, филлодиальные, то есть состоящие из одних расширенных черешков (у многих австралийских акаций), обращенных вверх и вниз рёбрами. Нередки листовые метаморфозы — образованные прилистниками колючки.
Цветки мелкие угловые или собранные соцветиями иногда в виде плотных головок, правильные; цветки с длинными яркоокрашенными тычинками, делающими цветки очень заметными. В чашечке и венчике одинаковое число частей, пять или шесть, изредка три или шесть; тычинок столько же или вдвое больше, даже неопределённое число; цветневая пыль собрана по четыре, иногда по 8, 12 и 16, или же порошковатая.
Завязь и плод — как у остальных бобовых.

## Распространение и среда обитания
До 1500 видов, преимущественно в субтропической и тропической зоне.

## Хозяйственное значение и применение
В подсемейство входят важные лекарственные и дубильные, красильные, с ценной древесиной и декоративные растения. Наиболее важен род Акация, очень декоративны мимозы и альбиции.
Альбиция ленкоранская, или шёлковая акация, издавна разводится в садах. Твёрдая, плотная древесина этого дерева пригодна для технического использования.
Представитель подсемейства — лазящий кустарник Entada gigas (L.) Fawc. & Rendle из рода Энтада обладает огромными плодами и деревянистыми семенами величиной в куриное яйцо и больше. Семена эти переносятся экваториальным течением Гольфстрим к берегам Норвегии и даже Новой Земли.

## Таксономия
Это подсемейство делится на три трибы: Acacieae, Ingeae, Mimoseae.
Ранее выделяемые трибы Mimozygantheae и Parkieae были ликвидированы, а входившие в них роды были переданы в трибу Mimoseae.

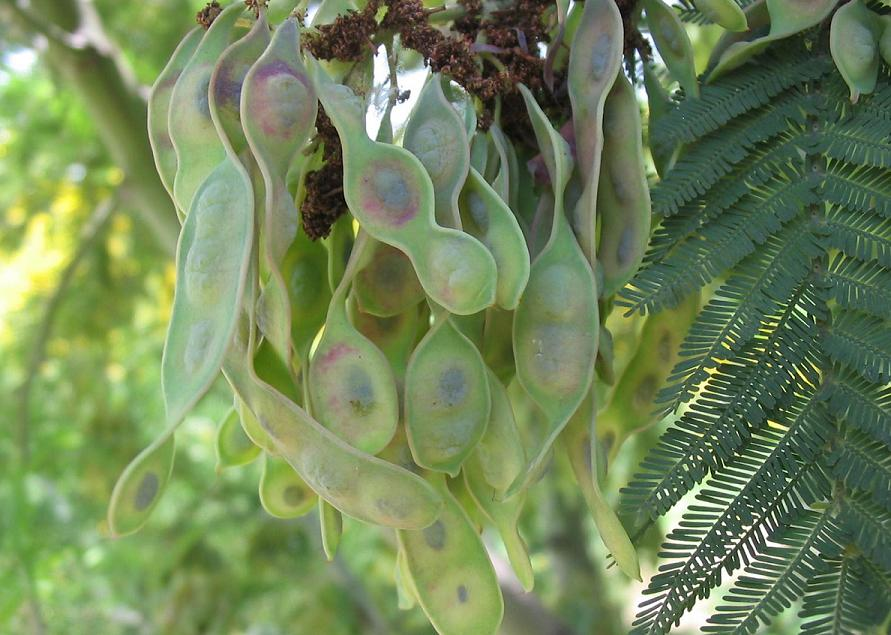
Acacia dealbata

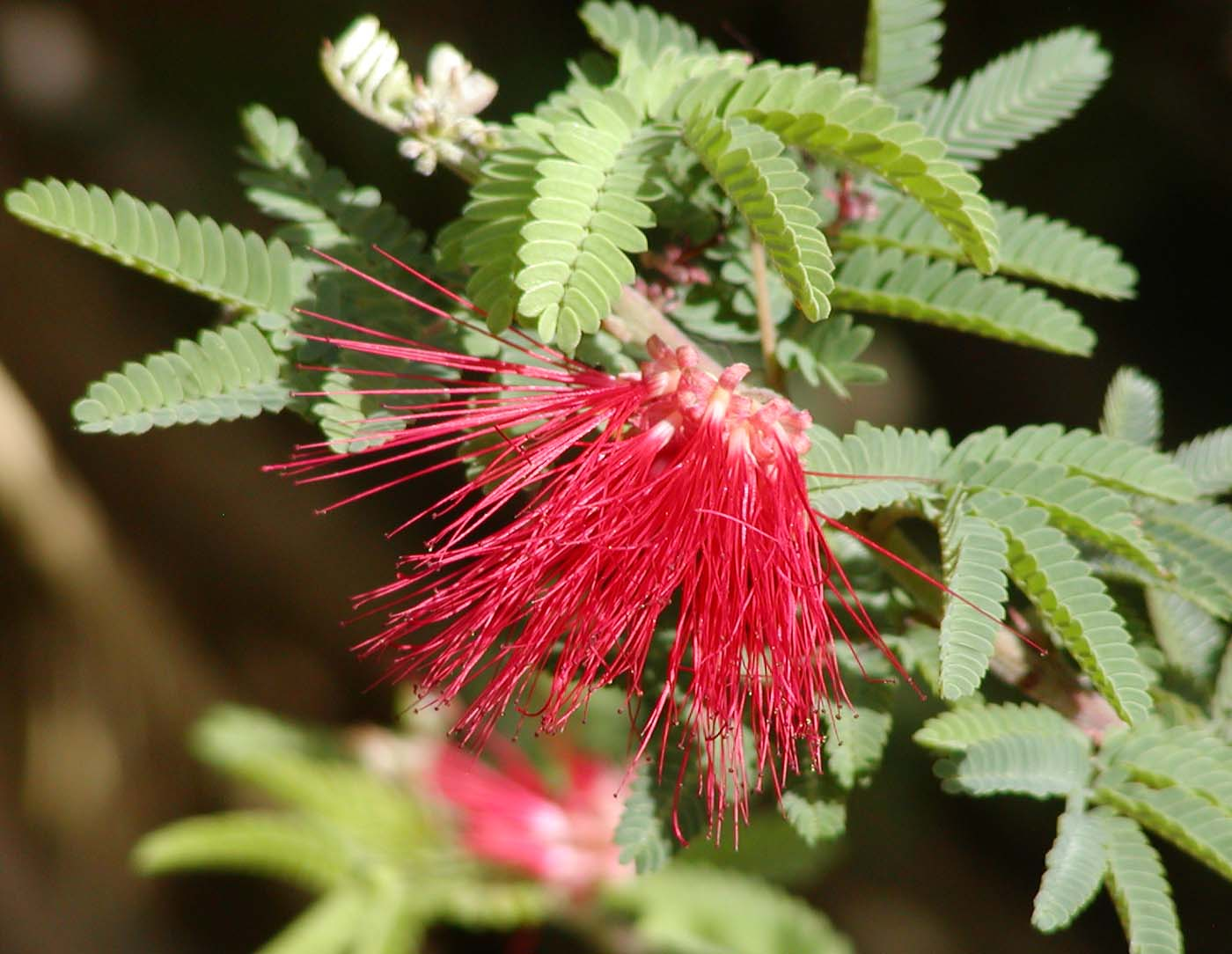
Calliandra californica

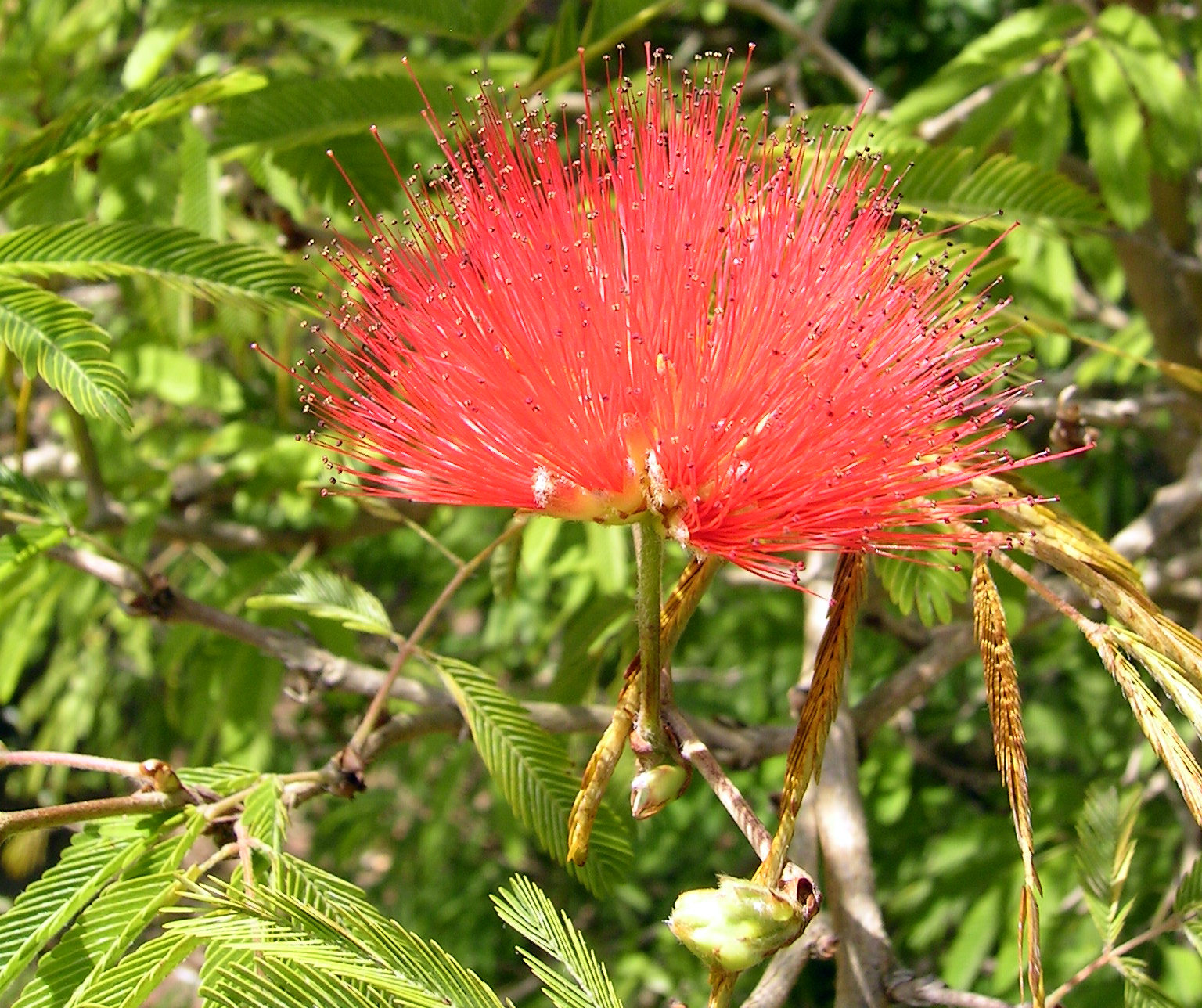
Calliandra tweedi

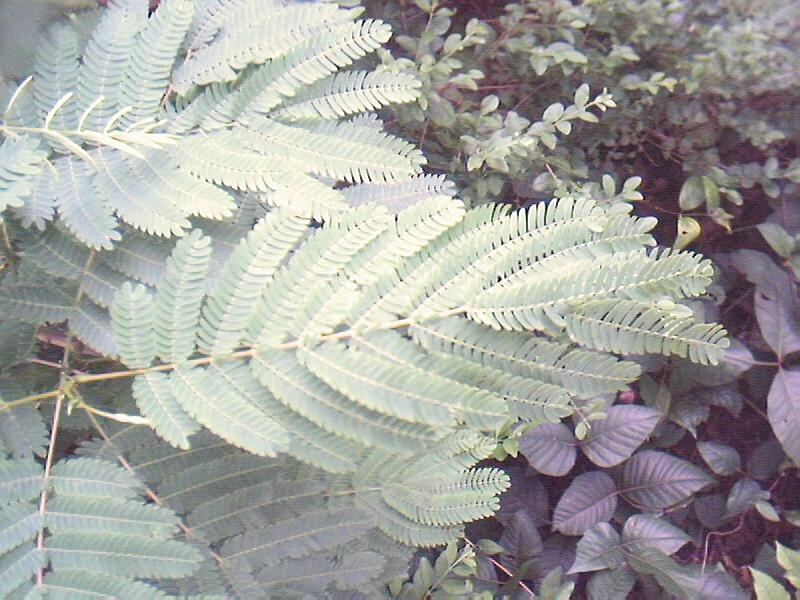
Desmanthus illinoensis

### Акациевые (Acacieae)
Эта триба представлена родом:
- Acacia Mill. — Акация

У представителей трибы цветки — со множеством тычинок (всегда более 10) со свободными нитями.

### Инговые(Ingeae)
В эту трибу входят следующие роды:
| - Abarema Pittier — Абарема - Albizia Durazz. — Альбиция - Archidendron F. Muell. - Archidendropsis I. C. Nielsen - Balizia Barneby & J. W. Grimes - Blanchetiodendron Barneby & J. W. Grimes - Calliandra Benth. - Cathormion (Benth.) Hassk. - Cedrelinga Ducke - Chloroleucon (Benth.) Britton & Rose - Cojoba Britton & Rose - Ebenopsis Britton & Rose - Enterolobium Mart. — Энтеролобиум - Faidherbia A. Chev. - Falcataria (I. C. Nielsen) Barneby & J. W. Grimes - Guinetia L. Rico & M. Sousa - Havardia Small - Hesperalbizia Barneby & J. W. Grimes | - Hydrochorea Barneby & J. W. Grimes - Inga Mill. — Инга - Leucochloron Barneby & J. W. Grimes - Lysiloma Benth. - Macrosamanea Britton & Rose - Painteria Britton & Rose - Pararchidendron I. C. Nielsen - Paraserianthes I. C. Nielsen - Pithecellobium Mart. - Pseudosamanea Harms - Samanea (DC.) Merr. - Serianthes Benth. - Sphinga Barneby & J. W. Grimes - Thailentadopsis Kosterm. - Viguieranthus Villiers - Wallaceodendron Koord. - Zapoteca H. M. Hern. - Zygia P. Browne |

### Мимозовые(Mimoseae)
В эту трибу входят следующие роды:
| - Adenanthera L. - Adenopodia C. Presl - Alantsilodendron Villiers - Amblygonocarpus Harms - Anadenanthera Speg. — Анаденантера - Aubrevillea Pellegr. - Calliandropsis H. M. Hern. & P. Guinet - Calpocalyx Harms - Cylicodiscus Harms - Desmanthus Willd. - Dichrostachys (DC.) Wight & Arn. - Dinizia Ducke - Elephantorrhiza Benth. - Entada Adans. — Энтада - Fillaeopsis Harms - Gagnebina Neck. ex DC. - Indopiptadenia Brenan - Kanaloa Lorence & K. R. Wood - Lemurodendron Villiers & P. Guinet - Leucaena Benth. — Леуцена - Microlobius C. Presl | - Mimosa L. typus — Мимоза — склонна к меньшему количеству тычинок. - Mimozyganthus Burkart - Neptunia Lour. - Newtonia Baill. — Ньютония - Parapiptadenia Brenan - Parkia R. Br. — Паркия - Pentaclethra Benth. - Piptadenia Benth. - Piptadeniastrum Brenan - Piptadeniopsis Burkart - Pityrocarpa Britton & Rose - Plathymenia Benth. - Prosopidastrum Burkart - Prosopis L. - Pseudopiptadenia Rauschert - Pseudoprosopis Harms - Schleinitzia Warb. ex Nevling & Niezgoda - Stryphnodendron Mart. - Tetrapleura Benth. - Xerocladia Harv. - Xylia Benth. |